# Cyclichthys
Genre
Cyclichthys est un genre de poissons de l'ordre des Tetraodontiformes, appartenant à la famille des poissons porc-épic.
Comme l'ensemble des membres de cette famille, ces poissons possèdent la capacité de gonfler leur corps, qui est couvert d'épines, et leurs dents sont fusionnées en une structure ressemblant à un bec.
Leurs épines, qui sont toutes inamovibles, permettent de distinguer les membres de ce genre des autres Diodontidae. Cependant, c'est aussi le cas des genres Lyosphaera et Chilomycterus. Par rapport à ces deux groupes, la spécificité des Cyclichthys est de n'être présent que dans la zone indo-pacifique.
La taxinomie de ce groupe est très incertaine, et aucune étude cladistique ne permet d'objectiver la situation. Fraser-Brunner les a placé comme sous-genre de Chilomycterus tandis que d'autres auteurs plus récents en font un genre autonome.

## Liste des espèces
- Cyclichthys hardenbergi (de Beaufort, 1939)
- Cyclichthys orbicularis (Bloch, 1785)
- Cyclichthys spilostylus (Leis et Randall, 1982)